# Dubranec
Dubranec je naselje smješteno u Vukomeričkim goricama, udaljeno 20 km od glavnog grada Hrvatske, Zagreba. Prema popisu iz 2011. godine ima 349 stanovnika i gustoću naseljenosti od 27 stanovnika po km².
- Naselje Dubranec iako je samostalna župa smještena na zapadnim obroncima Vukomeričkih gorica nije dobilo status samostalne općine već je administrativno pripojeno pod područje grada Velika Gorica od kojeg je udaljeno oko 15 km.

- Veliki turistički potencijal ovoga kraja je očuvana priroda te pogodan položaj u Vukomeričkim goricama na nadmorskoj visini od 200 do 255 metara na kojem se nalazi najviši vrh Vukomeričkog niskog gorja "Žeridovka".

Dolina potoka "Kravaršćica" s novim turističkim naseljem u seoskom duhu veliki je gospodarski pokretač ovoga kraja.

## Povijest
Mjesto se prvi puta spominje 1334. godine,te se je nekada nazivalo Brdo Svete Kate.

## Demografija
| Pregled broja stanovnika po godinama | Pregled broja stanovnika po godinama | Pregled broja stanovnika po godinama | Pregled broja stanovnika po godinama | Pregled broja stanovnika po godinama | Pregled broja stanovnika po godinama | Pregled broja stanovnika po godinama | Pregled broja stanovnika po godinama | Pregled broja stanovnika po godinama | Pregled broja stanovnika po godinama | Pregled broja stanovnika po godinama | Pregled broja stanovnika po godinama | Pregled broja stanovnika po godinama | Pregled broja stanovnika po godinama | Pregled broja stanovnika po godinama |
| ------------------------------------ | ------------------------------------ | ------------------------------------ | ------------------------------------ | ------------------------------------ | ------------------------------------ | ------------------------------------ | ------------------------------------ | ------------------------------------ | ------------------------------------ | ------------------------------------ | ------------------------------------ | ------------------------------------ | ------------------------------------ | ------------------------------------ |
| 1857.                                | 1869.                                | 1880.                                | 1890.                                | 1900.                                | 1910.                                | 1921.                                | 1931.                                | 1948.                                | 1953.                                | 1961.                                | 1971.                                | 1981.                                | 1991.                                | 2001.                                |
| 291                                  | 368                                  | 385                                  | 444                                  | 454                                  | 494                                  | 462                                  | 499                                  | 454                                  | 461                                  | 407                                  | 367                                  | 333                                  | 320                                  | 338                                  |

| broj stanovnika | 291   | 368   | 385   | 444   | 454   | 494   | 462   | 499   | 454   | 461   | 407   | 367   | 333   | 320   | 338   | 349   | 346   |
|                 | 1857. | 1869. | 1880. | 1890. | 1900. | 1910. | 1921. | 1931. | 1948. | 1953. | 1961. | 1971. | 1981. | 1991. | 2001. | 2011. | 2021. |

## Znamenitosti
Crkva Majke Božje Snježne podignuta je 1650. godine. Herman Bolle preuredio je ovu izvorno baroknu crkvu u neorenesansnom stilu između 1882. i 1884. Oslike u crkvi napravio je majstor Clausen iz Austrije, oltare je po nacrtima Bollea u romaničkom stilu napravio I. Wagmeister, slikani prozori naručeni su u Beču, a pročelje s kipom raspetog Spasitelja do kojeg stoje Marija i Ivan isklesao je profesor zemaljske obrtne škole u Zagrebu Dragutin Morak. Crkva je u potresu 29. prosinca 2020. teško oštečena i  trenutačno nije u funkciji. U potresu je također oštećena i kapela Sv. Katarine.
Na području naselja nekada se nalazilo i naselje lasinjske kulture, koje je istraženo 1995. godine. Pronađeni su pretežno ulomci keramike te nešto kamene građe.